# Waldemar Knoll

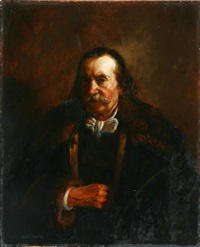
Waldemar Knoll, Selbstbildnis im Pelzmantel, 1863

Gustav Waldemar Knoll (* 19. April 1829 in Berlin; † 26. November 1909 in Coburg) war ein deutscher Maler, Bühnenbildner und Theaterintendant.

## Leben
Waldemar Knoll besuchte von 1846 bis 1849 die Berliner Akademie der Künste bei Karl Eduard Biermann und Leopold Zielke. Er reiste nach Tirol und Thüringen und debütierte 1848 auf der Berliner Akademieausstellung mit einer Ansicht aus dem Franziskanerkloster in Bozen. Er begann als Dekorationsmaler am Berliner Victoriatheater. 1863 ging er als Szenograf und Dekorationschef an das kaiserliche Theater in Tiflis. Dort malte er die Deckengemälde und den Bühnenvorhang. Bis 1872 blieb er in Tiflis und fertigte in der Zeit auch häufig Gemälde und Skizzen der großartigen Gebirgswelt des Kaukasus. Nach seiner Rückkehr nach Deutschland übernahm er die künstlerische Leitung der Aufführungen am Hoftheater in Dresden und arbeitete danach von 1878 bis 1899 an den Stadttheatern in Frankfurt a. M. Auf mehreren Studienfahrten entstanden Landschaftsbilder und Architekturansichten, die öfter auf deutschen Kunstausstellungen gezeigt wurden. 1899 zog er sich nach Coburg zurück und malte vorzugsweise Thüringer Motive. Er war Begründer und Organisator des Coburger Kunstvereins. Knoll war verheiratet mit Helene Caroline Herzog (1837–1886) und heiratete nach deren Tod 1894 Katharine Philippine Stourzk (* 1843).